# IEEE 802.15.6
IEEE 802.15.6 표준은 무선 체내 통신망(WBAN)을 위한 최신 국제 표준이다.
WBAN은 다양한 실시간 건강 모니터링 및 가전제품 애플리케이션을 지원한다. WBAN을 위한 최신 국제 표준은 IEEE 802.15.6 표준으로, 인체 주변에서 저전력, 단거리, 극도로 신뢰성 있는 무선 통신을 위한 국제 표준을 제공하고 다양한 애플리케이션에 대한 광범위한 데이터 전송 속도를 지원하는 것을 목표로 한다. 이 표준은 인체 근처 또는 내부(인체에만 국한되지 않음)에서의 단거리 무선 통신을 명시한다. 이는 기존의 산업 과학 의료(ISM) 대역뿐만 아니라 국내 의료 및 규제 당국이 승인한 주파수 대역을 사용한다. 서비스 품질(QoS), 극히 낮은 전력, 그리고 최대 10Mbps의 데이터 전송 속도 지원이 필요하며, 동시에 필요한 경우 엄격한 비간섭 지침을 준수해야 한다. 이 표준은 사람의 존재(남성, 여성, 마른 체형, 무거운 체형 등에 따라 달라짐)로 인한 휴대용 안테나에 미치는 영향, 신체로의 비흡수율(SAR)을 최소화하기 위한 방사 패턴 형성, 그리고 사용자 움직임의 결과로 인한 특성 변화를 고려한다.

## 보안
이 표준은 기밀성, 인증, 무결성, 개인 정보 보호 및 재전송 방어 기능을 제공하는 것을 목표로 한다. 모든 노드와 허브는 다음 세 가지 보안 수준을 선택해야 한다: 비보안 통신(레벨 0), 인증만 있고 암호화 없음(레벨 1), 인증 및 암호화(레벨 2). 보안 연결 과정에서 노드와 허브는 적합한 보안 수준을 공동으로 선택해야 한다. 유니캐스트 통신에서는 사전 공유되거나 새로운 MK가 활성화된다. 그런 다음 세션당 한 번만 사용되는 PTK(Pairwise Temporal Key)가 생성된다. 멀티캐스트 통신에서는 해당 그룹과 공유되는 GTK(Group Temporal Key)가 생성된다. WBAN의 모든 노드와 허브는 데이터 교환 전에 MAC 계층에서 특정 단계를 거쳐야 한다.
보안 연결은 노드와 허브가 서로를 식별하고, 둘 사이에 공유되는 새로운 마스터 키(MK)를 설정하거나, 둘 사이에 미리 공유된 기존 MK를 활성화하는 절차이다. IEEE 802.15.6 표준의 보안 연결은 보안 문제가 있는 4가지 키 합의 프로토콜을 기반으로 한다. IEEE 802.15.6의 현재 보안 연결 절차의 보안 및 개인 정보 문제를 적절히 해결하는 흥미로운 제안들이 학술 문헌에 발표되었지만, 그러한 제안들이 IEEE에 의해 아직 표준에 포함되지 않았다는 사실은 이해하기 어렵다.

## 같이 보기
- 체내 통신망
- IEEE 802.15